# Frederic el visigot
Frederic el visigot, fou un cap got, germà del rei Teodoric II. Se sospita que juntament amb son germà fou l'instigador de l'assassinat de son germà gran, el rei Turismon l'any 453. A la mort del seu germà gran, Teodoric II i Frederic varen compartir el regnat. Segons la crònica de d'Hidaci va lluitar a la Tarraconense contra la bagaúdia el 455 i va pacificar la regió de la vall de l'Ebre. El 463 va morir en una batalla a Orleans en la lluita contra el comte gal·loromà Egidi.